# Robassomero
Robassomero is een gemeente in de Italiaanse provincie Turijn (regio Piëmont) en telt 3061 inwoners (31-12-2004). De oppervlakte bedraagt 8,4 km², de bevolkingsdichtheid is 364 inwoners per km².

## Demografie
Robassomero telt ongeveer 1193 huishoudens. Het aantal inwoners steeg in de periode 1991-2001 met 4,0% volgens cijfers uit de tienjaarlijkse volkstellingen van ISTAT.
| Jaar | Inwoneraantal |
| ---- | ------------- |
| 1991 | 2911          |
| 2001 | 3028          |

## Geografie
Robassomero grenst aan de volgende gemeenten: Nole, Ciriè, Fiano, San Maurizio Canavese, Caselle Torinese, Druento, Venaria Reale.
1. ↑  https://demo.istat.it/?l=it.